# みのもんたの ニッポンdiscover again
『みのもんたのニッポンdiscover again』（みのもんたのニッポンディスカバーアゲイン）は、文化放送のラジオ番組。2014年4月6日開始、2017年3月26日終了。

## 概要
『みのもんたのウィークエンドをつかまえろ』が、2014年3月29日で終了。27年間の歴史に幕を下ろす事に伴い、日曜の夕方に放送する番組である。
各界の著名人をゲストに招き、みのとの対談をメインに「日本」「東京」「時代」「人間」をテーマにして、取材企画を織り交ぜながら、古き良き日本の文化を再発見する番組。日本人の未来への姿を描き出していく事を主眼とする。基本的に生放送の形式を取った『〜ウィークエンドをつかまえろ』と違い、事前収録形式となる。
2014年10月より放送時間が毎週日曜日の17:00 - 17:25に変更された。
2017年3月26日をもって終了することが、3月12日放送分の番組冒頭で、みのから発表された。

## 出演者

### パーソナリティ
- みのもんた

#### ナレーション
- 室照美（当時文化放送アナウンサー）

### ゲスト
- 2014年4月6日、4月13日、4月20日 - 田原総一朗（ジャーナリスト）[2]
- 2014年4月27日、5月4日、5月11日 - 玉木正之（スポーツ ライター）
- 2014年5月18日、5月25日 - 海老名香葉子（エッセイスト）
- 2014年6月1日、6月8日 - 伊集院静（作家）

## ネット局
| 放送地域   | 放送局   | 放送曜日 | 放送時間      | 放送開始日   | 備考                                    |
| ---------- | -------- | -------- | ------------- | ------------ | --------------------------------------- |
| 関東広域圏 | 文化放送 | 日曜     | 17:00 - 17:25 | 2014年4月6日 | 2014年9月28日までは日曜 16:00 - 16:30。 |

過去のネット局
- 北陸放送（2014年4月7日 - 9月22日、2015年1月11日 - 3月29日）
- 山口放送（2014年4月7日 - 9月22日）